# 贝勒沃
贝勒沃（法語：Bellevaux，法語發音：[bɛlvo]）是法国上萨瓦省的一个市镇，属于托农莱班区。

## 地理
贝勒沃（46°15'25"N, 6°31'52"E）面积48.97 平方千米，位于法国奥弗涅-罗讷-阿尔卑斯大区上萨瓦省，该省份为法国东部省份，历史上为薩伏依的一部分，北与瑞士接壤，西接安省，南至萨瓦省，东与瑞士和意大利接壤。
与贝勒沃接壤的市镇（或旧市镇、城区）包括：拉博姆、拉科特达尔布罗、阿贝尔吕兰、阿贝尔波什、吕兰、梅日韦特、米约西、圣让多、瓦伊。

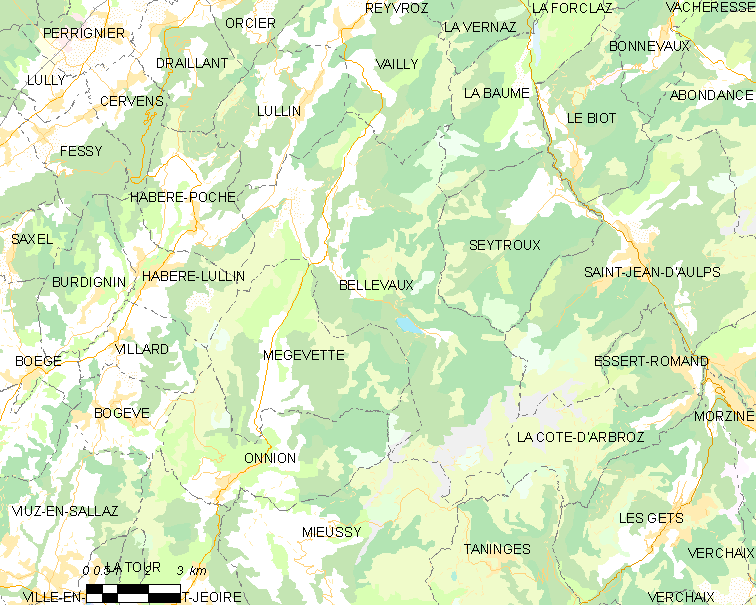
贝勒沃的OSM定位图

贝勒沃的时区为UTC+01:00、UTC+02:00（夏令时）。

## 行政
贝勒沃的邮政编码为74470，INSEE市镇编码为74032。

## 政治
贝勒沃所属的省级选区为托农莱班县。

## 人口

1962-2008年间贝勒沃人口变化图示

贝勒沃于2022年1月1日时的人口数量为1392人。